# College of the Holy Cross

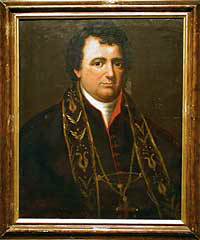
Benedict Joseph Fenwick, SJ, Gründer des Holy Cross

Das College of the Holy Cross ist eine Jesuitenhochschule in Worcester, Massachusetts, USA. Im Herbst 2021 waren 3.029 Studierende am College eingeschrieben.

## Geschichte
Das Liberal arts college wurde im Jahr  1843 von Benedict Joseph Fenwick, Bischof von Boston, gegründet. Es ist das älteste römisch-katholische College in Neuengland und eines der ältesten in den Vereinigten Staaten.
Präsident ist Rev. Philip L. Boroughs, S.J., der ehemalige Vice President for Mission and Ministry an der Georgetown University. Er wurde Nachfolger von Michael C. McFarland.
İbrahim Kalın, der außenpolitische Chefberater des türkischen Ministerpräsidenten Recep Tayyip Erdoğan, sowie der Islamwissenschaftler Caner Dagli, von 2006 bis 2007 Berater für interreligiöse Angelegenheiten des Königshofes von Jordanien, zählen zu seinen Lehrkräften.
Das College wurde am 5. März 1980 unter der Nummer 80000491 in das National Register of Historic Places eingetragen.

## Sport
Die Sportteams des College sind die Crusaders. Die Hochschule ist Mitglied in der Patriot League.

## Bekannte Absolventen
- James Bishop (* 1938), Diplomat
- Bob Casey (* 1960), Senator von Pennsylvania der Demokratischen Partei
- Stu Clancy (1906–1965), American-Football-Spieler
- Bob Cousy (* 1928), Basketballspieler; Mitglied der Naismith Memorial Basketball Hall of Fame als Spieler
- Tom Heinsohn (1934–2020), Basketballspieler und -trainer; Mitglied der Naismith Memorial Basketball Hall of Fame als Spieler und Trainer
- Daniel Patrick Reilly (1928–2024), Ehrendoktor, römisch-katholischer Bischof von Worcester
- Clarence Thomas (* 1948), Richter am Obersten Gerichtshof der Vereinigten Staaten
- Jarosław Wałęsa (* 1976), polnischer Politiker